# Gottfried Mehlhorn
Gottfried Mehlhorn (* 7. Juni 1933 in Mellenbach-Glasbach, Thüringen, Deutschland; † 16. Juni 2013, vermutlich in Köln) war ein deutscher Schauspieler bei Bühne und Film sowie Sänger.

## Leben und Wirken
Mehlhorn erhielt seine künstlerische Ausbildung (Gesang und Schauspiel) in den 1950er Jahren in Weimar und München. Seine Bühnenlaufbahn startete er Ende desselben Jahrzehnts in Koblenz, und auch seine weiteren Verpflichtungen kamen überwiegend von Theatern im westdeutschen Raum (Köln, Aachen, Düsseldorf und Bonn). Gastspiele brachten ihn nach Recklinghausen ebenso wie nach Südamerika (Theatertournee). Nebenbei machte Mehlhorn viel Hörfunk (für den WDR), aber auch Synchronarbeiten. 
Im Fernsehen seit Beginn der 1960er Jahre präsent, spielte der glatzköpfige, korpulente Mime oft bodenständige, leutselige und oftmals komische Chargen, darunter Makler, Musiker, Soldaten, Manager und Hausmeister. Auch in Comedyformaten wie Die Gimmicks, Die Witzakademie und Familie Heinz Becker trat Mehlhorn mehrfach auf. In der Lindenstraße hatte er von 1986 bis 1988 mit dem Tennispräsidenten Claus Benninger eine durchgehende Rolle. Zur Jahrtausendwende beendete Gottfried Mehlhorn, der zum Sendebeginn des RTL-Formats Guten Morgen Deutschland 1987 auch die Wettervorhersage präsentiert hatte, seine Fernsehtätigkeit. Er starb gut eine Woche nach seinem 80. Geburtstag.

## Filmografie
- 1961: Die Mitschuldigen
- 1962: Sonny-Boyd
- 1964: Romeo und Julia
- 1964: Spätsommer
- 1965: Das Kriminalmuseum (eine Folge)
- 1967: Zur blauen Palette
- 1968: Die Witzakademie (Comedyshow, eine Folge)
- 1969: Bahnübergang
- 1971: Expreß (eine Folge)
- 1971: Tischlein deck dich
- 1973: Frühbesprechung (TV-Serie, eine Folge)
- 1975–1976: Lemmi und die Schmöker (zwei Folgen)
- 1976: Eurogang (TV-Serie, eine Folge)
- 1977: Aufforderung zum Tanz
- 1978: Die Gimmicks
- 1980: Harry Hocker läßt nicht locker (eine Folge)
- 1988: Geschichten aus der Heimat (Fernsehserie) Episode: Glück im Ünglück
- 1982: Reden muß man miteinander (eine Folge)
- 1986: Detektivbüro Roth (TV-Serie, eine Folge)
- 1986: La fille malgardé
- 1986–1988: Lindenstraße
- 1987: Peng! Du bist tot!
- 1987: Minipli
- 1988: Wieviel Liebe braucht der Mensch
- 1990: Hotel Paradies (eine Folge)
- 1991: De bossen van Vlaanderen
- 1992: Zauber um Romana
- 1993: Unter einer Decke
- 1994: Rennschwein Rudi Rüssel
- 1984, 1995–1996: Ein Fall für zwei (drei Folgen)
- 1994, 1996: Familie Heinz Becker
- 1996: Wer hat Angst vorm Weihnachtsmann?
- 1997: Verbotene Liebe (zwei Folgen)
- 1997: Dumm gelaufen
- 1999: Unser Charly (zwei Folgen)
- 1999: ...und das ist erst der Anfang
- 2000: OP ruft Dr. Bruckner (Serie, eine Folge)